# Cantón de Condé-en-Brie
El cantón de Coucy-le-Château-Auffrique era una división administrativa francesa, situada en el departamento de Aisne y la región Picardía.

## Composición
El cantón estaba formado por veintisiete comunas:
- Artonges
- Barzy-sur-Marne
- Baulne-en-Brie
- Celles-lès-Condé
- Chartèves
- Condé-en-Brie
- Connigis
- Courboin
- Courtemont-Varennes
- Crézancy
- Fontenelle-en-Brie
- Jaulgonne
- La Celle-sous-Montmirail
- La Chapelle-Monthodon
- Marchais-en-Brie
- Mézy-Moulins
- Monthurel
- Montigny-lès-Condé
- Montlevon
- Pargny-la-Dhuys
- Passy-sur-Marne
- Reuilly-Sauvigny
- Rozoy-Bellevalle
- Saint-Agnan
- Saint-Eugène
- Trélou-sur-Marne
- Viffort

## Supresión del cantón de Condé-en-Brie
En aplicación del Decreto n.º 2014-202, de 21 de febrero de 2014, el cantón de Condé-en-Brie fue suprimido el 22 de marzo de 2015 y sus 27 comunas pasaron a formar parte del nuevo cantón de Essômes-sur-Marne.